# Órgano Wanamaker

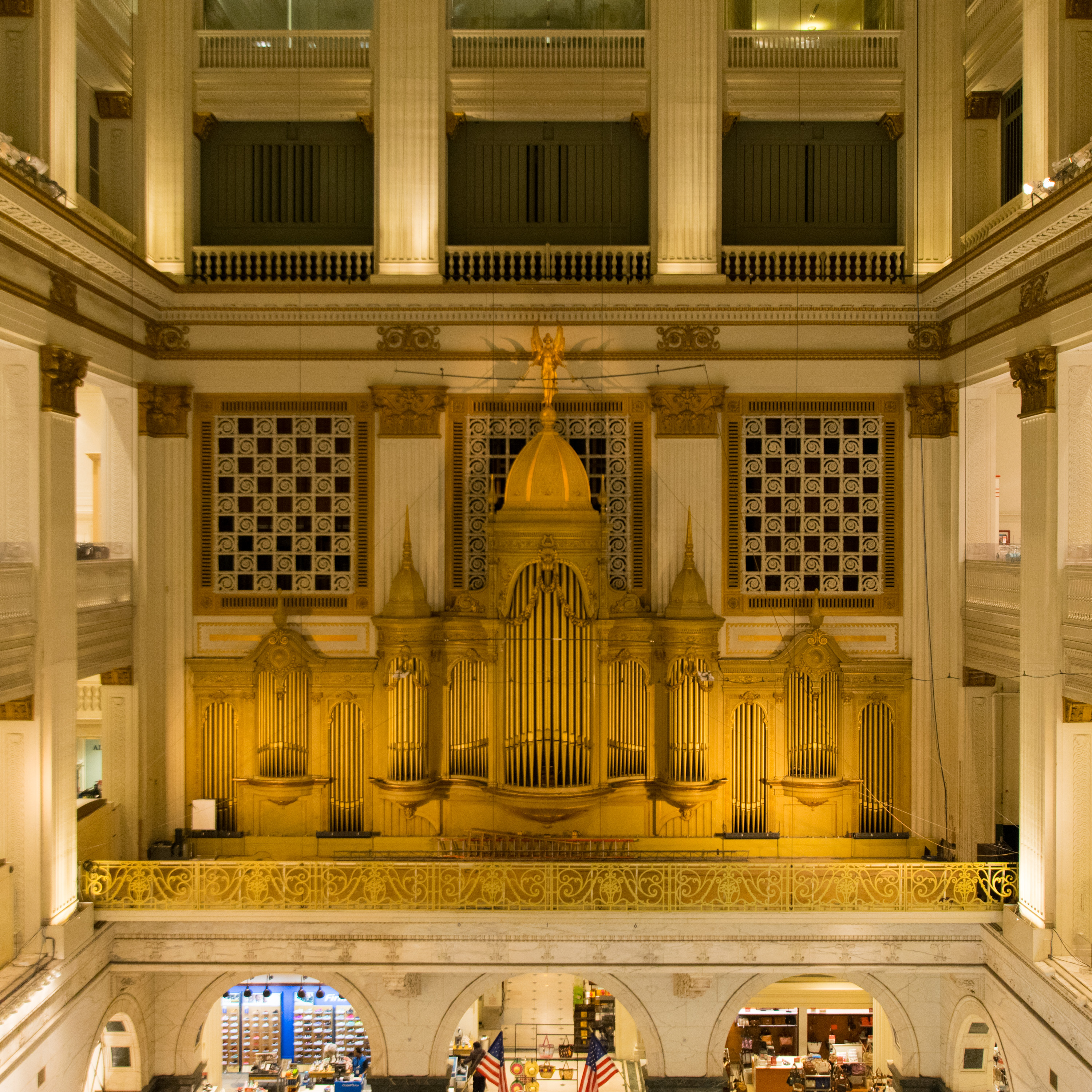
Los tubos visibles del órgano Wanamaker son solo decorativos. Los tubos que realmente suenan están situados por detrás y por encima. El arquitecto de la tienda, Daniel Hudson Burnham, diseñó la carcasa del órgano

El Órgano del Gran Atrio de Wanamaker (en inglés: Wanamaker Grand Court Organ) de Filadelfia, es el órgano de tubos más grande del mundo, de acuerdo con su rango sonoro y también por su peso. Está ubicado dentro del espacioso Grand Court de 7 pisos de altura del Macy's Center City (anteriormente, los grandes almacenes Wanamaker) y se toca dos veces al día, de lunes a sábado. También se presenta en varios conciertos especiales a lo largo del año, incluidos los eventos del Festival del Coro y Conjunto de Metales de los Amigos del Órgano Wanamaker.

## Características notables
El Wanamaker es un órgano de concierto de la escuela de diseño sinfónico estadounidense, que combina el tono tradicional del órgano con los colores sonoros de la orquesta sinfónica. En su configuración actual, posee 28.750 tubos en 464 filas. La consola del órgano consta de seis manuales, con una serie de registros y controles. La división de cuerda forma la cámara de órgano más grande del mundo. El instrumento presenta ochenta y ocho filas de tubos de cuerda construidos según las especificaciones de Wanamaker por la WW Kimball Company de Chicago. El órgano es famoso por su sonido parecido al de una orquesta, proveniente de sus tubos que tienen una voz más suave de lo habitual, lo que permite una acumulación inusualmente rica debido a la masa de familias de tonos. El órgano también fue construido y ampliado como un "órgano de arte", utilizando una artesanía exquisita y una espléndida aplicación de materiales para crear un producto de lujo. Carece de derroche y hace gala de un diseño disciplinado. El gran almacén Wanamaker mantuvo su propia fábrica de órganos para garantizar un resultado de altísima calidad. El compromiso artístico que conlleva la creación de este instrumento siempre se ha cumplido, contando con dos conservadores empleados en su constante y escrupuloso cuidado (lo que lleva al estado de uno de los órganos mejor conservados del mundo). Esta dedicación se incrementó cuando la filiación corporativa pasó de la familia Wanamaker a las tiendas Carter Hawley Hale, seguidas de Woodward & Lothrop, The May Department Stores Company y Lord & Taylor. Cuando el espacio fue ocupado por Macy's, con la fundación de los Amigos del Órgano Wanamaker y su aportación de capital externo, se desarrolló un activo programa de restauración que todavía se mantiene.

## Historia

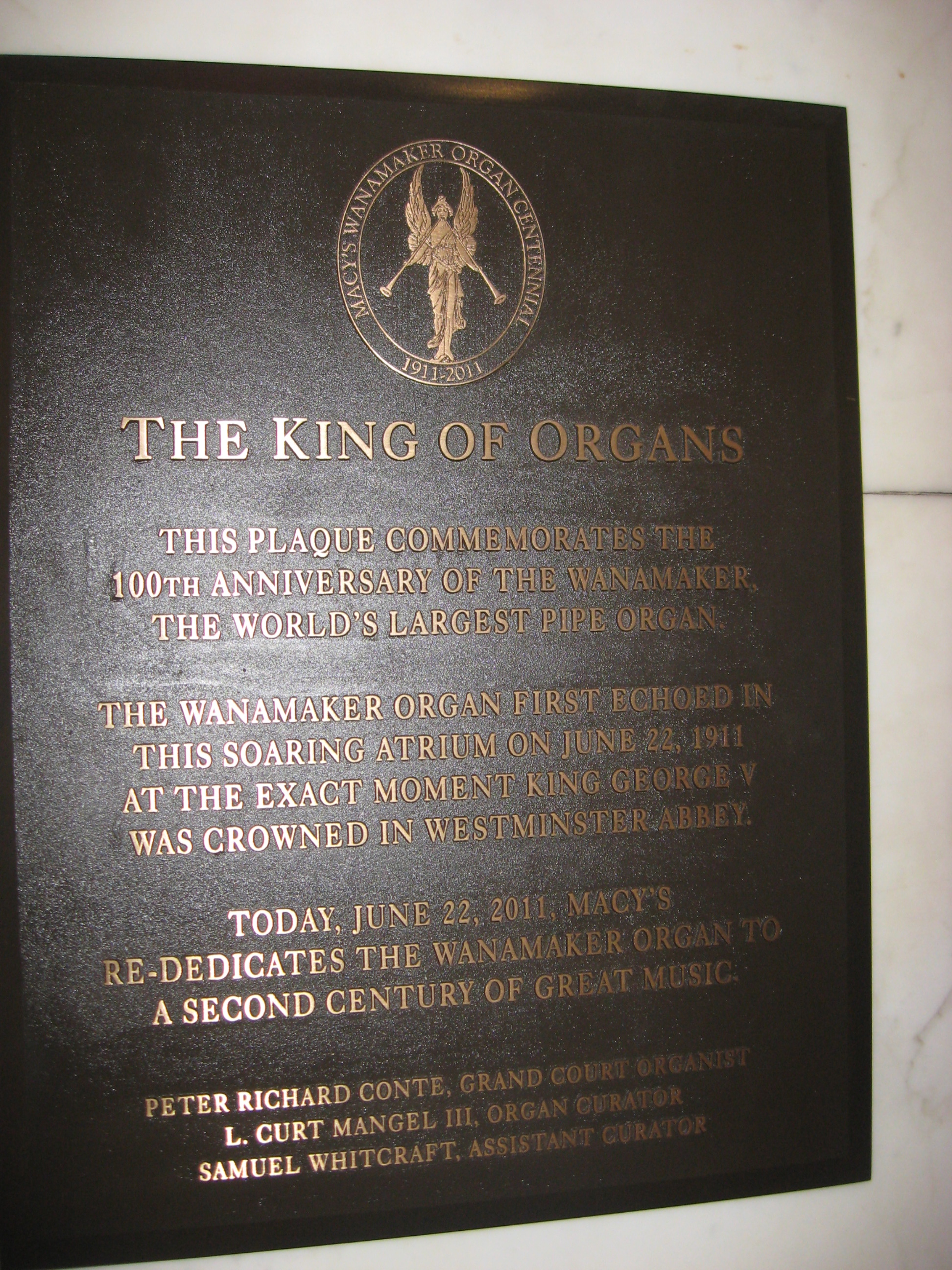
Placa del centenario del órgano Wanamaker

El órgano fue construido originalmente por la empresa Los Angeles Art Organ Company, sucesores de la Murray M. Harris Organ Co., para ser exhibido en la Feria Mundial de San Luis de 1904. Se diseñó para ser el órgano más grande del mundo, como una imitación de una orquesta completa con recursos particularmente amplios, incluidas las mezclas. Además de su consola, el órgano estaba originalmente equipado con un reproductor automático que usaba rollos de papel perforados, según informaba el periódico Los Angeles Times en 1904. Su diseño siguió las especificaciones establecidas por el renombrado teórico de los órganos y arquitecto George Ashdown Audsley. El proyecto se vio afectado por enormes sobrecostos, siendo Harris expulsado de su propia empresa. Con capital del accionista Eben Smith, la firma se reorganizó como Los Angeles Art Organ Company, que terminó el encargo con un coste de 105.000 dólares (unos 3 560 667 actualmente), 40.000 dólares por encima del presupuesto (unos 1 356 444 dólares hoy). La Feria comenzó a finales de abril de 1904, antes de que el órgano estuviera completamente instalado en su ubicación temporal, el Festival Hall. Aunque su presentación se había programado para el 1 de mayo, el organista oficial de la feria, el músico local de San Luis Charles Henry Galloway no dio su recital de apertura hasta el 9 de junio. El órgano aún no estaba completamente terminado en septiembre de ese año, cuando Alexandre Guilmant, uno de los más famosos organistas del momento, dio 40 recitales de órgano muy concurridos.
Después de la Feria, el órgano se adaptó para su instalación permanente en el Centro de Convenciones de Kansas City. De hecho, la consola original mostraba las iniciales "KC" de forma destacada en su estante de música. Esta empresa fracasó, lo que llevó a la quiebra a la compañía LA Art Organ después del cierre de la Feria. Había un plan para exhibir el órgano en Coney Island, junto a la ciudad de Nueva York, pero tampoco llegó a materializarse.

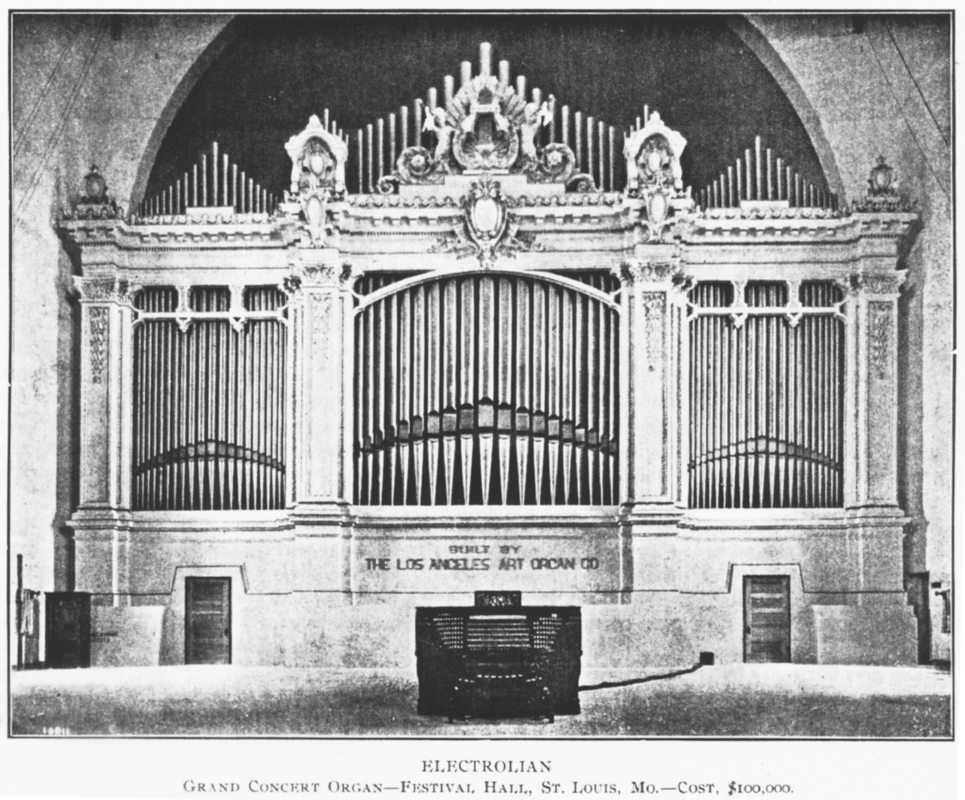
El órgano en su emplazamiento original, la Exposición Universal de 1904. Esta fachada está instalada en Macy's,situada por detrás de la fachada actual

El órgano languideció desmontado en el almacén de Handlan en San Luis hasta 1909, cuando fue comprado por John Wanamaker para su nueva tienda por departamentos en el cruce de la calle 13 y Market Street en Center City, Filadelfia. Se necesitaron trece vagones de ferrocarril para trasladarlo a su nuevo hogar y dos años para completar su instalación. Sonó por primera vez en el Grand Court el 22 de junio de 1911, en el momento exacto en que se coronó al rey británico Jorge V. También sonó de nuevo ese año cuando el presidente de los Estados Unidos, William Howard Taft, inauguró el gran almacén.
A pesar de su tamaño sin precedentes en ese momento (más de 10.000 tubos), se consideró inadecuado para llenar el Gran Atrio de siete pisos en el que estaba ubicado, por lo que Wanamaker's abrió su propio taller de órganos en el ático de la tienda, que se encargó de ampliar el órgano, añadiendo 8.000 tubos más entre 1911 y 1917.
Wanamaker's patrocinó muchos conciertos históricos después del horario laboral protagonizados por su órgano. El primero, en 1919, contó con Leopold Stokowski y la Orquesta de Filadelfia, acompañando al organista Charles M. Courboin. Todos los mostradores y accesorios de ventas se retiraron para el evento gratuito fuera de horario, que atrajo a una audiencia de 15.000 personas de todos los Estados Unidos. Posteriormente se celebraron más de estas "Asambleas de Músicos", así como recitales privados. Para estos eventos, Wanamaker's abrió una Oficina de Conciertos bajo la dirección de Alexander Russell, y trajo a Estados Unidos a los maestros organistas Marcel Dupré y Louis Vierne, Nadia Boulanger, Marco Enrico Bossi, Alfred Hollins y varios otros. Esta agencia, que trabajó en asociación con el canadiense Bernard R. LaBerge, se convirtió en la Agencia de Conciertos Karen McFarlane actual. Durante su primer recital en el órgano, Dupré quedó tan impresionado con el instrumento que se inspiró para improvisar una representación musical de la vida de Jesucristo, publicada más tarde como su Symphonie-Passion.
Desde el 24 de abril de 1922 hasta 1928, la tienda tuvo su propia estación de radio, la WOO, y la música del órgano se convirtió en un elemento importante de las transmisiones.
En 1924 se inició un nuevo proyecto de ampliación del órgano. Marcel Dupré y Charles M. Courboin entre otros, solicitaron a Rodman Wanamaker, hijo de John Wanamaker, "Trabajar juntos con el fin de elaborar un plan para el instrumento. Utiliza todo lo que siempre has soñado". Se les dijo que no había límite para el presupuesto. Este proyecto dio como resultado, entre otras cosas, la celebrada División de Cuerda, que ocupa la cámara de órganos más grande jamás construida, 67 pies de largo, 26 pies de profundidad y 16 pies de alto (22 por 9 por 5 m). Durante este proyecto, la consola actual del órgano se construyó en la fábrica privada de órganos de tubos de Wanamaker, con seis teclados manuales y varios cientos de controles. En 1930, cuando se completó finalmente el trabajo de expansión del órgano, el instrumento tenía 28.482 tubos y, si Rodman Wanamaker no hubiera muerto en 1928, el órgano probablemente aun hubiera sido más grande.
Se hicieron planes para, entre otros, una división Stentor, una sección de diapasones y lengüetas de alta presión. Se iba a instalar en el quinto piso, encima de la división de cuerdas, y se podría reproducir desde el sexto teclado manual. Sin embargo, nunca se financió, y el sexto teclado manual ahora se usa para acoplar otras divisiones o para tocar varias voces solistas de otras divisiones que están duplicadas en este teclado.

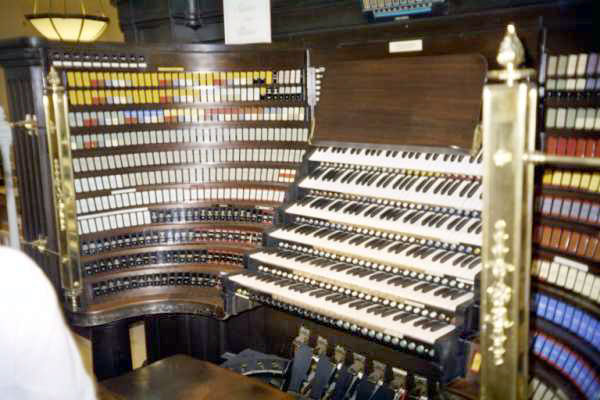
La consola de seis manuales del órgano

Sin embargo, Rodman Wanamaker no estaba interesado solo en el tamaño, sino en la construcción artística de órganos con tubos y cofres finamente elaborados utilizando los mejores materiales y una cuidadosa consideración artística. La consola del Órgano Wanamaker, construida en el taller de órganos del gran almacén por William Boone Fleming, es una obra de arte por derecho propio con una construcción sólida y duradera, un diseño ingenioso de su acción de parada neumática y muchas características y facilidades únicas. Wanamaker también tenía una colección de 60 instrumentos de cuerda raros, el Wanamaker Cappella, que se utilizaron junto con los órganos de la tienda en Filadelfia y Nueva York, y realizaron algunas giras. El conjunro de instrumentos se dispersó después de su muerte.
Después de la venta de la tienda a The May Department Stores Company, en 1995, el nombre de Wanamaker se eliminó progresivamente del negocio (primero como Wanamaker-Hecht), pero el órgano y sus conciertos se conservaron. Durante el cambio de nombre local de las tiendas de Hecht a Strawbridge's, la histórica tienda de Wanamaker tomó brevemente el nombre de su rival de toda la vida, Strawbridge's. The May Company comenzó una restauración completa del órgano en 1997, como parte de la conversión final de May Co. en Lord & Taylor. En ese momento, el área de la tienda se redujo a tres pisos y se colocaron paneles de vidrio adicionales alrededor del Grand Court en los pisos cuatro y cinco, lo que mejoró en gran medida la reverberación de la sala.

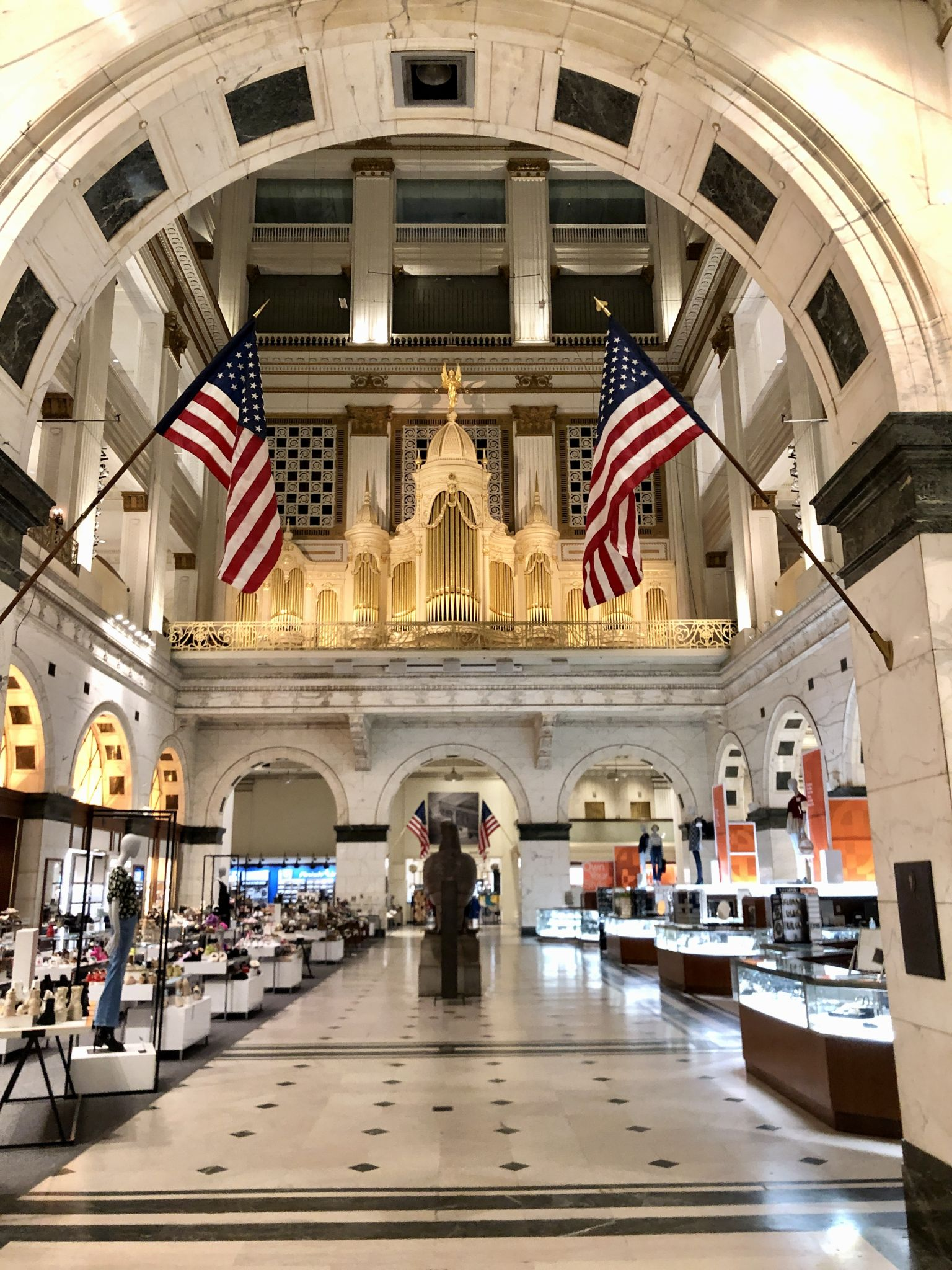
El órgano Wanamaker en el Gran Atrio

La Orquesta de Filadelfia regresó al Grand Court el 27 de septiembre de 2008 para la primera interpretación de la Symphonie Concertante (1926) de Joseph Jongen en el órgano para el que fue escrita. El evento, para público con entrada, contó con el solista Peter Richard Conte, y también incluyó el arreglo de Bach/Stokowski de la Toccata y fuga en re menor, Cortejo y Letanía para órgano y orquesta de Marcel Dupré, y el estreno mundial de una fanfarria de Howard Shore, compositor de la banda sonora de la trilogía de películas de El señor de los anillos. Shore visitó el gran almacén en mayo de 2008 para reunirse con Peter Richard Conte y escuchar el Órgano Wanamaker. El Concierto de la Orquesta de Filadelfia fue copatrocinado por Los Amigos del Órgano Wanamaker a beneficio de la propia organización.
En 2019, la fachada del órgano, diseñada por Daniel Hudson Burnham, fue restaurada y chapada con oro de 22 quilates, con un esquema de color cercano a su apariencia original, y que encajaba con su nuevo entorno. Evergreene Architectural Arts hizo el trabajo. Grant Money de Macy's y varias organizaciones benéficas del área de Filadelfia financiaron este proyecto, que fue supervisado por los Amigos del Órgano Wanamaker.

### Organistas

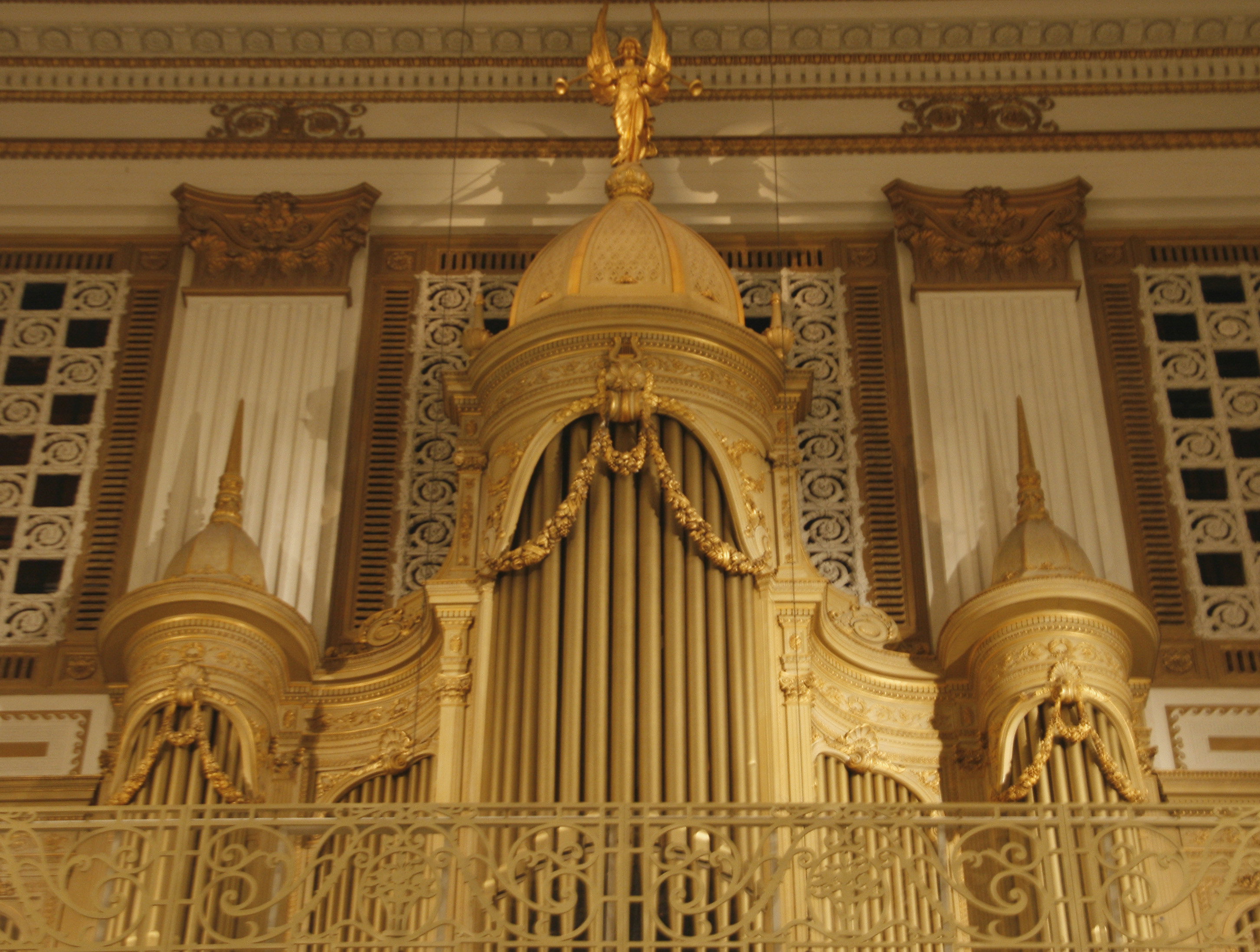
Detalle de la sección central

Aunque numerosos organistas famosos han tocado conciertos especiales en el órgano, solo ha tenido cuatro organistas principales en su historia:
- Dr. Irvin J. Morgan (1911-1917)
- Mary E. Vogt (1917-1966)[6]
- Dr. Keith Chapman (1966-1989)
- Peter Richard Conte (1989-presente)

Durante aproximadamente una década a partir de 1919, el Dr. Charles M. Courboin fue el organista de una serie de conciertos nocturnos especiales, incluidas varias colaboraciones con la Orquesta de Filadelfia. Courboin también dirigió la tienda de órganos de Wanamaker a finales de la década de 1920.

### Organistas asistentes destacados
- Alma Wilson Baecker (asistente de Mary E. Vogt)
- Harriette G. Ridley (Vogt)
- Rollo Maitland (Vogt)
- Nelson E. Buechner (Vogt y Keith Chapman)
- Walter Baker (Vogt)
- David Ulrich (Vogt)
- Kenneth Goodman (Vogt)
- Barron Smith (Vogt)
- Dr. Richard L. Elliott (Chapman)
- Robert Carwithen (Chapman)
- Dennis Elwell (Chapman)
- Bruce Shultz (Chapman)
- Diane Meredith Belcher (Chapman)
- Monte Maxwell (Chapman)
- William S. Wrenn Jr. (Chapman)
- Rebecca Kleintop Owen (Peter Richard Conte)
- Rudolph A. Lucente (Chapman y Conte)
- Russell Patterson (Conte)
- Michael Stairs (Chapman y Conte)
- John Binsfeld (Chapman y Conte)
- Ken Cowan (Conte)
- Dr. Harry Wilkinson (Conte)
- Colin Howland (Chapman)
- Fred Haas (Conte)
- Nathan Laube (Conte)
- Matt Glandorf (Conte)
- Wesley Parrott (Conte)
- Thomas Sheehan (Conte)

### Conservadores actuales
- Curt Mangel
- Matthew Taft

### Música inspirada o escrita para el Órgano Wanamaker

#### Composiciones originales
- "Symphonie-Passion" de Marcel Dupré
- "Concerto Gregoriano" de Pietro Yon
- "Concerto Romano" de Alfredo Casella
- "Dedicace" de Louis Vierne, dedicado a Rodman Wanamaker
- "Symphonie Concertante" para órgano y orquesta de Joseph Jongen
- "Fanfare and Procession" de Keith Chapman
- "A Highland Ayre" de "Scottish Folk Tone Poems" de Richard Purvis (escrita para el Órgano Wanamaker a petición de Keith Chapman)
- "Cathedral of Commerce" de Robert Hebble

#### Arreglos de música existente
- "Come Sweet Death" de J. S. Bach, arreglado después de Stokowski por Virgil Fox[10]
- Transcripción para órgano-orquesta de Leopold Stokowski del Passacaglia de Bach en Do menor
- Transcripción de Cuadros de una exposición de Músorgski, realizada por Keith Chapman
- Transcripción de Una noche en el Monte Pelado de Músorgski, por Peter Richard Conte
- Transcripción de El aprendiz de brujo de Dukas, por Peter Richard Conte
- Transcripción de la obertura de Las alegres comadres de Windsor de Nicolai, por Peter Richard Conte
- Transcripción de la Obertura Cockaigne de Elgar, por Peter Richard Conte
- Transcripción de la Obertura de Candide de Bernstein, por Peter Richard Conte
- Transcripción de las Variaciones Enigma de Elgar, por Peter Richard Conte
- Transcripción de la suite del Caballero de la rosa, por Peter Richard Conte
- Transcripción de la obertura de Los alabarderos de la casa real de Arthur Sullivan, por Peter Richard Conte
- Improvisación sobre un tema de Stokowski, por Xaver Varnus[11]

## Disposición arquitectónica
Los tubos se disponen a lo largo del espacio que ocupan las cinco plantas del edificio, con las secciones situadas de la siguiente manera:
- 2.º piso sur - Pedal principal 32′, Onda inferior, Grandes, Percusiones
- 3.er piso sur - Pedal principal, Coro, Oleaje superior, Coro/Gran adjunto, Solo, Coro de voz humana
- 4.º piso sur - Cuerda
- 4.º piso oeste - Orquestal (adyacente a Cuerda)
- 7.º piso sur - Campanas principales, Etéreo, Gong chino
- 7.º piso norte - Eco

Los tubos de 32 ′ Wood Open, 32′ Diaphone y 32′ Metal Diapasón tienen una longitud de poco más de 2 pisos, comenzando en el segundo piso.

## Listado completo

### Órgano principal
| Coro I (61)        |     |
| Doble dulciana     | 16′ |
| Dulciana           | 8′  |
| Diapasón abierto   | 8′  |
| Diapasón violín    | 8′  |
| Diapasón parado    | 8′  |
| Concert flauta     | 8′  |
| Salicional         | 8′  |
| Quintadena         | 8′  |
| Voz angelical      | 8′  |
| Voz celeste        | 8′  |
| Keraulofón         | 8′  |
| Flauta de lengüeta | 4′  |
| Salicet            | 4′  |
| Piccolo            | 2′  |
| Soft Cornet VI     |     |
| Saxofón            | 16′ |
| Saxofón            | 8′  |
| Cuerno inglés      | 8′  |
| Clarinete          | 8′  |

| Gran II (61)             |         |
| Gran Exclaustrado        |         |
| Sub principal            | 32′     |
| Contra gamba             | 16′     |
| Doble diapasón           | 16′     |
| Sub quinto               | 10 2⁄3′ |
| Diapasón fonón           | 8′      |
| Diapasón mayor           | 8′      |
| Primer diapasón          | 8′      |
| Segundo diapasón         | 8′      |
| Tercer diapasón          | 8′      |
| Cuarto diapasón          | 8′      |
| Gamba (2 rangos)         | 8′      |
| Tibia mayor              | 8′      |
| Mezzo tibia              | 8′      |
| Tibia menor              | 8′      |
| Doble flauta             | 8′      |
| Flauta Nasard (2 rangos) | 8′      |
| Octava                   | 4′      |
| Mezcla VIII              |         |
| Trompeta armónica        | 8′      |
|                          |         |
| Gran recinto             |         |
| Tibia cubierta           | 8′      |
| Flauta armónica          | 8′      |
| Quinto                   | 5 1⁄3′  |
| Flauta armónica          | 4′      |
| Principal                | 4′      |
| Tierce                   | 3 1⁄5′  |
| Quinta octava            | 2′      |
| Super octava             | 2′      |
| Mezcla VII               |         |
| Doble trompeta           | 16′     |
| Tuba                     | 8′      |
| Trompeta                 | 8′      |
| Clarión armónico         | 4′      |
|                          |         |
| Gran Coro (73)           |         |
| Diapasón magno           | 8′      |
| Estentorfono             | 8′      |
| Primer diapasón          | 8′      |
| Segundo diapasón         | 8′      |
| Tercer diapasón          | 8′      |
| Flauta mayor             | 8′      |
| Doble flauta             | 8′      |
| Gamba                    | 8′      |
| Flauta                   | 4′      |
| Octava                   | 4′      |
| Nasard                   | 2 ⁄3′   |

| Crescendo III (61)          |        |
| Doble diapasón              | 16′    |
| Bordón suave                | 16′    |
| Estentorofono               | 8′     |
| Diapasón de cuerno          | 8′     |
| Diapasón violín             | 8′     |
| Flauta campana              | 8′     |
| Flauta orquestal            | 8′     |
| Flauta armónica             | 8′     |
| Gran flauta (2 rangos)      | 8′     |
| Doble flauta                | 8′     |
| Tibia dura                  | 8′     |
| Clarabella                  | 8′     |
| Melodía                     | 8′     |
| Dulciana suave              | 8′     |
| Gamba celeste (2 rangos)    | 8′     |
| Gamba                       | 8′     |
| Bordón quinto               | 5 1⁄3′ |
| Flauta armónica (2 rangos)  | 4′     |
| Primera octava              | 4′     |
| Segunda octava              | 4′     |
| Nazard (preparado para)     | 2 ⁄3′  |
| Piccolo armónico            | 2′     |
| Corroboración Mezcla V      |        |
| Mezcla VI                   |        |
| Tuba baja                   | 16′    |
| Trombón bajo                | 16′    |
| Contra fagot                | 16′    |
| Doble oboe cuerno           | 16′    |
| Trombón                     | 8′     |
| Tuba                        | 8′     |
| Fagot                       | 8′     |
| Oboe                        | 8′     |
| Trompeta                    | 8′     |
| Cuerno                      | 8′     |
| Cuerno Bassett              | 8′     |
| Clarinete                   | 8′     |
| Clarinete (2 rangos)        | 8′     |
| Voz humana (2 rangos)       | 8′     |
| Clarión armónico            | 4′     |
| Musette                     | 4′     |
|                             |        |
| División de Cuerda Original |        |
| Contrabajo                  | 16′    |
| Violonchelo                 | 8′     |
| Viola                       | 8′     |
| Viola (aguda)               | 8′     |
| Viola                       | 8′     |
| Viola quinta                | 5 1⁄3′ |
| Viola octava                | 4′     |
| Violina                     | 4′     |
| Tierce                      | 3 1⁄5′ |
| Mezcla de cuerda V          |        |
| Corneta viola IV            |        |

| Solo IV (61)             |        |
| Doble diapasón abierto   | 16′    |
| Gran viola               | 16′    |
| Primer diapasón          | 8′     |
| Segundo diapasón         | 8′     |
| Tercer diapasón          | 8′     |
| Diapasón violín          | 8′     |
| Viola                    | 8′     |
| Viola                    | 8′     |
| Flauta armónica          | 8′     |
| Tierce flauta (2 rangos) | 8′     |
| Flauta chimenea          | 8′     |
| Clarabella               | 8′     |
| Gemshorn                 | 8′     |
| Nasard gamba (2 rangos)  | 8′     |
| Gran gamba               | 8′     |
| Gran gamba               | 8′     |
| Quintáfono               | 8′     |
| Quinto diapasón          | 5 1⁄3′ |
| Octava                   | 4′     |
| Flauta armónica          | 4′     |
| Tierce                   | 3 1⁄5′ |
| Doce armónico            | 2 ⁄3′  |
| Piccolo armónico         | 2′     |
| Doble trompeta           | 16′    |
| Tuba                     | 16′    |
| Trompeta                 | 8′     |
| Tuba suave               | 8′     |
| Cornopean                | 8′     |
| Oficleida                | 8′     |
| Musette                  | 8′     |
| Oficleida                | 4′     |
| Tuba suave               | 4′     |
| Gran Mezcla VI           |        |
| Mezcla V                 |        |
| Mezcla VI                |        |

| Pedal (32)                      |         |
| Gravissima                      | 64′     |
| Contra diáfono                  | 32′     |
| Primer contra diapasón abierto  | 32′     |
| Segundo contra diapasón abierto | 32′     |
| Contra bordón                   | 32′     |
| Diáfono                         | 16′     |
| Primer diapasón abierto         | 16′     |
| Segundo diapasón abierto        | 16′     |
| Tercer diapasón abierto         | 16′     |
| Bordón                          | 16′     |
| Violón                          | 16′     |
| Gamba                           | 16′     |
| Flauta abierta                  | 16′     |
| Bordón suave                    | 16′     |
| Dulciana                        | 16′     |
| Quinto abierto                  | 10 2⁄3′ |
| Quinto detenido                 | 10 2⁄3′ |
| Estentor                        | 8′      |
| Diapasón abierto                | 8′      |
| Octava                          | 8′      |
| Primera tibia                   | 8′      |
| Segunda tibia                   | 8′      |
| Octava Bordón suave             | 8′      |
| Primer chelo                    | 8′      |
| Segundo chelo                   | 8′      |
| Flauta suave                    | 8′      |
| Dulciana suave                  | 8′      |
| Principal                       | 4′      |
| Octava                          | 4′      |
| Primera tibia                   | 4′      |
| Segunda tibia                   | 4′      |
| Flauta                          | 4′      |
| Mezcla VI                       |         |
| Mezcla VII                      |         |
| Mezcla VIII                     |         |
| Gran Desplazamiento ×           |         |
| Contra bombarda                 | 32′     |
| Bombarda                        | 16′     |
| Trombón                         | 16′     |
| Tuba                            | 16′     |
| Eufonio                         | 16′     |
| Contra fagot                    | 16′     |
| Bombarda                        | 8′      |
| Octava fagot                    | 8′      |
| Tromba                          | 8′      |
| Clarión                         | 4′      |

### Órgano etéreo
| Etéreo V (73)            |     |
| Bordón                   | 16' |
| Primer diapasón abierto  | 8′  |
| Segundo diapasón abierto | 8′  |
| Flauta clara             | 8′  |
| Flauta armónica          | 8′  |
| Flauta doble             | 8′  |
| Quinta flauta            | 8′  |
| Gran gamba               | 8′  |
| Gran gamba               | 8′  |
| Octava                   | 4′  |
| Flauta armónica          | 4′  |
| Duodécimo armónico       | ′   |
| Piccolo armónico         | 2′  |
| Mezcla IV                |     |
| Tuba profunda            | 16' |
| Tuba mirabilis           | 8′  |
| Trompeta francesa        | 8′  |
| Gran clarinete           | 8′  |
| Post cuerno              | 8′  |
| Tuba clarión             | 4′  |

| Estentor VI (73)           |    |
| Violonchelo 1 (cuerda)     | 8′ |
| Violonchelo 1 ♯ (cuerda)   | 8′ |
| Violonchelo 1 ♭ (cuerda)   | 8′ |
| Violonchelo 2 (cuerda)     | 8′ |
| Violonchelo 2 ♯ (cuerda)   | 8′ |
| Violonchelo 2 ♭ (cuerda)   | 8′ |
| Nasard gamba II (cuerda)   | 8′ |
| Nasard gamba II ♯ (cuerda) | 8′ |
| Flauta clara (etérea)      | 8′ |
| Flauta clara (etérea)      | 4′ |

| Pedal etéreo (32) |     |
| Bajo acústico     | 32′ |
| Diapasón          | 16' |
| Bombarda          | 16' |
| Bombarda          | 8′  |

### Órgano de eco
| Eco (73) (flotante)   |     |
| Bordón                | 16' |
| Diapasón abierto      | 8′  |
| Diapasón de violín    | 8′  |
| Diapasón detenido     | 8′  |
| Cuerno de noche       | 8′  |
| Clarabella            | 8′  |
| Melodía               | 8′  |
| Violín orquestal      | 8′  |
| Viola suave           | 8′  |
| Viola suave           | 8′  |
| Unda maris (2 rangos) | 8′  |
| Quinto abierto        | ′   |
| Octava                | 4′  |
| Flauta armónica       | 4′  |
| Flauta suave          | 4′  |
| Mezcla de corneta V   |     |
| Mezcla VI             |     |
| Trompeta doble        | 16' |
| Trompeta              | 8′  |
| Oboe tapado           | 8′  |
| Eufono                | 8′  |
| Voz humana            | 8′  |

| Pedal de eco (32) |     |
| Diapasón abierto  | 16' |
| Diapasón detenido | 16' |

### Órgano orquestal
| Orquestal (73) (flotante) |     |
| Contra quintadena         | 16' |
| Duofono                   | 8′  |
| Tibia                     | 8′  |
| Tibia cubierta            | 8′  |
| Flauta de concierto       | 8′  |
| Flauta armónica           | 8′  |
| Flauta suave              | 8′  |
| Flauta de cuerda          | 8′  |
| Flauta doble              | 8′  |
| Flauta hueca              | 8′  |
| Flauta armónica           | 4′  |
| Flauta orquestal          | 4′  |
| Flauta cubierta           | 4′  |
| Octava                    | 4′  |
| Piccolo armónico          | 2′  |
| Super octava              | 2′  |

| Lengüetas orquestales (73) (flotante) |     |
| Cuerno inglés                         | 16' |
| Clarinete bajo                        | 16' |
| Saxofón bajo                          | 16' |
| Fagot                                 | 16' |
| Cuerno inglés                         | 8′  |
| Clarinete orquestal                   | 8′  |
| Saxofón                               | 8′  |
| Fagot orquestal                       | 8′  |
| Cuerno de Bassett                     | 8′  |
| Oboe                                  | 8′  |
| Oboe orquestal                        | 8′  |
| Trompeta orquestal                    | 8′  |
| Kinura                                | 8′  |
| Corneta silenciada                    | 8′  |

| Cornos franceses orquestales (73) (flotantes) |    |
| Primera trompa                                | 8′ |
| Segundo cuerno francés                        | 8′ |
| Tercer cuerno francés                         | 8′ |

| Coro voz humana (73) (flotante) |     |
| Voz humana                      | 16' |
| Primera voz humana              | 8′  |
| Segunda voz humana              | 8′  |
| Tercera voz humana              | 8′  |
| Cuarta voz humana               | 8′  |
| Quinta voz humana               | 8′  |
| Sexta voz humana                | 8′  |
| Séptima voz humana              | 8′  |

| Pedal coro voz humana (32) |     |
| Primera voz humana         | 16' |
| Segunda voz humana         | 16' |

### Órgano de cuerda
| Cuerda (73) (flotante)      |     |
| Violón                      | 16′ |
| Primera contra gamba        | 16′ |
| Segunda contra gamba        | 16′ |
| Primera contra viola        | 16′ |
| Segunda contra viola        | 16′ |
| Primera viola               | 16′ |
| Segunda viola               | 16′ |
| Violín diapasón             | 8′  |
| Gamba                       | 8′  |
| Gamba Nasard (2 rangos)     | 8′  |
| Gamba Nasard (2 rangos)     | 8′  |
| Primer 'chelo               | 8′  |
| Primer 'chelo ♯             | 8′  |
| Primer 'chelo ♭             | 8′  |
| Segundo 'chelo              | 8′  |
| Segundo 'chelo ♯            | 8′  |
| Segundo 'chelo ♭            | 8′  |
| Primer violín orquestal     | 8′  |
| Primer violín orquestal ♯   | 8′  |
| Primer violín orquestal ♭   | 8′  |
| Segundo violín orquestal    | 8′  |
| Segundo violín orquestal ♯  | 8′  |
| Segundo violín orquestal ♭  | 8′  |
| Tercer violín orquestal     | 8′  |
| Tercer violín orquestal ♯   | 8′  |
| Tercer violín orquestal ♭   | 8′  |
| Cuarto violín orquestal     | 8′  |
| Cuarto violín orquestal ♯   | 8′  |
| Cuarto violín orquestal ♭   | 8′  |
| Quinto violín orquestal     | 8′  |
| Quinto violín orquestal ♯   | 8′  |
| Quinto violín orquestal ♭   | 8′  |
| Sexto violín orquestal      | 8′  |
| Sexto violín orquestal ♯    | 8′  |
| Sexto violín orquestal ♭    | 8′  |
| Primer violín silenciado    | 8′  |
| Primer violín silenciado ♯  | 8′  |
| Primer violín silenciado ♭  | 8′  |
| Segundo violín silenciado   | 8′  |
| Segundo violín silenciado ♯ | 8′  |
| Segundo violín silenciado ♭ | 8′  |

| String (continued)         |        |
| Tercer violín silenciado   | 8′     |
| Tercer violín silenciado ♯ | 8′     |
| Tercer violín silenciado ♭ | 8′     |
| Cuarto violín silenciado   | 8′     |
| Cuarto violín silenciado ♯ | 8′     |
| Cuarto violín silenciado ♭ | 8′     |
| Quinto violín silenciado   | 8′     |
| Quinto violín silenciado ♯ | 8′     |
| Quinto violín silenciado ♭ | 8′     |
| Sexto violín silenciado    | 8′     |
| Sexto violín silenciado ♯  | 8′     |
| Sexto violín silenciado ♭  | 8′     |
| Quinta viola               | 5 1⁄3′ |
| Quinta Viola ♯             | 5 1⁄3′ |
| Primer violín orquestal    | 4′     |
| Primer violín orquestal ♯  | 4′     |
| Segundo violín orquestal   | 4′     |
| Segundo violín orquestal ♯ | 4′     |
| Viola Tierce               | 3 1⁄5′ |
| Viola Tierce ♯             | 3 1⁄5′ |
| Violina Nasard             | 2 ⁄3′  |
| Violina Nasard ♯           | 2 ⁄3′  |
| Super violina              | 2′     |
| Super violina ♯            | 2′     |
| Primera dulciana           | 8′     |
| Primera dulciana ♯         | 8′     |
| Segunda dulciana           | 8′     |
| Segunda dulciana ♯         | 8′     |
| Tercera dulciana           | 8′     |
| Tercera dulciana ♯         | 8′     |
| Cuarta dulciana            | 8′     |
| Cuarta dulciana ♯          | 8′     |
| Quinta dulciana            | 8′     |
| Quinta dulciana ♯          | 8′     |
| Sexta dulciana             | 8′     |
| Sexta dulciana ♯           | 8′     |
| Primera octava dulciana    | 4′     |
| Primera octava dulciana ♯  | 4′     |
| Segunda octava dulciana    | 4′     |
| Segunda octava dulciana ♯  | 4′     |
| Cambio de dulciana V       |        |

| Pedal de cuerda (32)            |         |
| Contra diáfono                  | 32′     |
| Contra gamba                    | 32′     |
| Diáfono (ext)                   | 16′     |
| Gamba (ext)                     | 16′     |
| Primer violón                   | 16′     |
| Segundo violón                  | 16′     |
| Viola                           | 16′     |
| Viola ♯                         | 16′     |
| Diáfono (ext)                   | 8′      |
| Gamba (ext)                     | 8′      |
| Primer violón (ext)             | 8′      |
| Segundo violón                  | 8′      |
| Viola                           | 8′      |
| Viola ♯                         | 8′      |
| Violón                          | 4′      |
| Ca                              | 16′     |
| Viola cambiante                 | 16′     |
| Viola cambiante                 | 10 2⁄3′ |
| Viola cambiante                 | 8′      |
| Viola cambiante                 | 5 1⁄3′  |
| Viola cambiante                 | 4′      |
| Viola cambiante                 | 2 ⁄3′   |
| Viola cambiante                 | 2′      |
| Viola cambiante                 | 1 3⁄5′  |
| Viola cambiante                 | 1 ⁄3′   |
| Viola cambiante                 | 4⁄5′    |
| Pedal Mezcla XII de gran cuerda | 32′     |

### División estentórea
| Tuba magna (desde 8′) | 16' |
| Tuba magna            | 8′  |

### División de percusión
| Percusión                         |                                        |
| Campanas principales              | C – c1                                 |
| Campanas menores                  | G – G                                  |
| Metalófono                        | C – C2                                 |
| Celesta (por Mustel de París)     | C – c2                                 |
| Piano I                           | (preparado para)                       |
| Piano II                          | estándar 88 notas                      |
| Arpa I                            | tenor C – c2                           |
| Arpa II                           | (preparado para)                       |
| Gongs                             | tenor C – C2 (no funciona actualmente) |
| Platillo in crescendo             |                                        |
| Cymbalstar, homenaje a Virgil Fox |                                        |
| Gong chino (84" de diámetro)      |                                        |

## Grabaciones
- The Grand Court Organ (1973) de Keith Chapman. Incluía una serie de trabajos que demostraban el órgano completo
- Cuadros de una exposición de Músorgski. La grabación de 1975 es de la propia transcripción de Keith Chapman de la suite para piano
- Airs & Arabesques (1976) exploró los colores más suaves del instrumento con un efecto maravilloso
- Virgil Fox Plays the Wanamaker Organ (1964, 2004).
- Keith Chapman - The Lost Radio Broadcasts - Vantage V2CD-698-002[12]
- Concierto de Xaver Varnus[11]
- Magic! (2001), por Peter Richard Conte
- Wanamaker Legacy (2004) de Peter Richard Conte
- A Grand Celebration: Peter Richard Conte con la Orquesta de Filadelfia, grabado en 2008
- Concierto del Centenario del Órgano Wanamaker: Peter Richard Conte con la Sinfonía en C, Rossen Milanov, director. Grabado en 2011. También disponible en DVD.
- Midnight Gin the Grand Court (2004) de Peter Richard Conte
- Christmas in the Grand Tradition de Peter Richard Conte con el Philadelphia Brass Ensemble
- My Heart at Thy Sweet Voice de Peter Richard Conte con Andrew Ennis, fliscorno
- Around the Wanamaker Organ in 80 Minutes, Wanamake rDVD[13] (Un recorrido en DVD por el órgano)
- A Wanamaker Organ Curators Tour a través de todo el instrumento en DVD con el curador Curt Mangel y el presentador de MPR Michael Barone (Pipedreams ).
- A Wanamaker Organ Sonic Odyssey tonal exploration of the entire instrument, en DVD con Peter Richard Conte y el organista de Yale Thomas Murray